# Circoscrizione fiamminga
La circoscrizione fiamminga è una delle tre circoscrizioni elettorali del Parlamento europeo situata in Belgio. Attualmente, elegge 14 eurodeputati, utilizzando il metodo d'Hondt con rappresentanza proporzionale.

## Confini
Il collegio elettorale corrisponde generalmente alla comunità fiamminga del Belgio, ma gli elettori di Bruxelles-Halle-Vilvoorde posso scegliere tra le liste di tutti e due i collegi elettorali (quello fiammingo o quello francofono).

## Membri del Parlamento europeo

### 2019 – 2024
- Gerolf Annemans, VB
- Geert Bourgeois, N-VA
- Filip De Man, VB
- Petra De Sutter / Sara Matthieu, Verdi
- Cindy Franssen, CD&V
- Assita Kanko, N-VA
- Kris Peeters / Tom Vandenkendelaere, CD&V
- Kathleen Van Brempt, Sp.a
- Tom Vandendriessche, VB
- Johan Van Overtveldt, N-VA
- Hilde Vautmans, Open VLD
- Guy Verhofstadt, Open VLD

### 2014 – 2019
- Gerolf Annemans, VB
- Ivo Belet, CD&V
- Philippe De Backer / Lieve Wierinck, Open VLD
- Mark Demesmaeker, N-VA
- Louis Ide / Anneleen Van Bossuyt, N-VA
- Annemie Neyts-Uyttebroeck / Hilde Vautmans, Open VLD
- Bart Staes, Verdi
- Helga Stevens, N-VA
- Marianne Thyssen / Tom Vandenkendelaere, CD&V
- Kathleen Van Brempt, Sp.a
- Johan Van Overtveldt / Sander Loones / Ralph Packet, N-VA
- Guy Verhofstadt, Open VLD

### 2009 – 2014
- Ivo Belet, CD&V
- Frieda Brepoels / Mark Demesmaeker, N-VA
- Philip Claeys, VB
- Philippe De Backer, Open Vld
- Jean-Luc Dehaene, CD&V
- Saïd El Khadraoui, Sp.a
- Derk-Jan Eppink, LDD
- Annemie Neyts-Uyttebroeck, Open Vld
- Bart Staes, Verdi
- Marianne Thyssen, CD&V
- Kathleen Van Brempt, Sp.a
- Frank Vanhecke, Indipendente
- Guy Verhofstadt, Open Vld

### 2004 – 2009
- Ivo Belet: CD&V/N-VA
- Frederika Brepoels: CD&V/N-VA
- Philip Claeys: VB
- Jean-Luc Dehaene: CD&V/N-VA
- Koenraad Dillen: VB
- Saïd El Khadraoui: Sp.a/Spirit
- Karel de Gucht: Open VLD/Vivant
- Annemie Neyts: Open VLD/Vivant
- Bart Staes: Verdi
- Dirk Sterckx: Open VLD/Vivant
- Marianne Thyssen: CD&V/N-VA
- Frank Vanhecke: VB
- Anne Van Lancker: Sp.a/Spirit
- Mia de Vits: Sp.a/Spirit